# Margam Moors
Margam Moors är en community i Storbritannien.   Den ligger i kommunen Neath Port Talbot och riksdelen Wales, i den södra delen av landet, 250 km väster om huvudstaden London.
Större delen av communityn utgörs av stålverket Port Talbot Steelworks och varvet Port Talbot Docks. 